# تازه آباد غلانة (مقاطعة ديواندرة)
تازه‌آباد غلانة (بالفارسية: تازه‌آباد گلانه) هي قرية تقع في قسم كولة الريفي (مقاطعة ديواندرة) في إيران. يقدر عدد سكانها بـ 276 نسمة .